# Dev-Em
Dev-Em è un personaggio dei fumetti DC Comics. Comparve per la prima volta in Adventure Comics n. 287 (giugno 1961).

## Biografia

### Pre-Crisi
Nella continuity pre-Crisi sulle Terre infinite, Dev-Em fu un giovane criminale kryptoniano che prese gli avvertimenti di Jor-El sull'imminente distruzione del pianeta molto seriamente, tanto da mettersi in animazione sospesa in una capsula orbitante nello spazio. Quando Krypton esplose, la nave di Dev-Em fu lanciata nello spazio dove infine raggiunse la Terra. Qui, Dev-Em imprigionò Superboy nella Zona fantasma così da poter rovinare la reputazione del Ragazzo d'Acciaio, ma dopo averlo liberato lasciò il XX secolo viaggiando nel tempo fino a decidere di restare sulla Terra avanzata del XXX secolo. Dato che la gente di Smallville non credette alla storia dell'impostore, Superboy dovette utilizzare una storia di copertura secondo cui agì sotto l'influenza della kryptonite rossa per salvare la propria reputazione.
Dev-Em fece poi ritorno in Adventure Comics n. 320 (maggio 1964), dove si scoprì che il cosiddetto "Fante di Krypton" si era riformato e si unì all'Interstellar Counter-Intelligence Corps del XXX secolo. Gli fu anche offerta l'adesione alla Legione dei Supereroi, anche se al momento decise di declinare. Nonostante la sua natura occasionalmente abrasiva, Dev-Em aiutò la Legione in diverse occasioni, in particolare durante la Darkness Saga contro Darkseid.

### Post-Crisi, pre-Ora Zero
Nella serie limitata Who is Who in The Legion of Super-Heroes n. 1 (aprile 1988), le sue origini post-Crisi furono alterate. Dato che Superman era l'unico sopravvissuto di Krypton a causa dell'aggiornamento del fumetto di Superman, la sua entrata nella serie in stile enciclopedico affermò che in realtà il suo nome era David Emery, un abitante di Titano, casa natale di Saturn Girl, il quale utilizzò i suoi poteri mentali per autofornirsi superpoteri kryptoniani. Queste origini, però, non furono mai utilizzate in nessuna storia a fumetti.
Dev-Em comparve nella storia "Time and Time Again" in cui l'Uomo d'Acciaio faceva avanti e indietro dal XXX secolo al XX secolo. Superman incontrò Dev-Em, ora descritto come un Daxamita impazzito adulto i cui poteri rivaleggiavano con quelli di Superman. Tentò di distruggere la Luna, ma fu fermato dalla Legione. Dev-Em riuscì a sbarazzarsi in fretta di Superman, di Laurel Gand e del resto della Legione, e sembrò venire fermato da Shrinking Violet quando questa, miniaturizzandosi, entrò nell'orecchio del daxamita e ne graffio l'interno. Tuttavia, presto cominciò a lavorare sotto copertura per il programma Triple Strike dei Dominatori, distruggendo infine la Luna e causando danni massicci nelle città di tutto il mondo.

### Post-Crisi Infinita
Dopo la Crisi infinita, in cui morì Kon-El, si vide un uomo di nome Devem come uno di molti adoratori di un culto kryptoniano in 52 n. 4 (31 maggio 2006). Si scoprì poi che era un "rifugiato del reparto di psichiatria di nome Derek Mathers con alle spalle un passato di frode".
In Action Comics Geoff Johns, Richard Donner e Adam Kubert presentarono una nuova versione di Dev-Em. Questo era un rinnegato kryptoniano tenuto in carcere con l'accusa di omicidio e perversione. Come la maggior parte dei carcerati kryptoniani, fu condannato ad essere imprigionato nella Zona fantasma. Per evitarlo, attaccò Superman, ma alla fine venne sopraffatto da Mon-El.

## Poteri e abilità
Come tutti i kryptoniani sotto un sole giallo, Dev-Em possiede superforza, velocità e resistenza; numerosi poteri extrasensoriali e visivi (inclusi super udito, vista a raggi-x, vista telescopica, microscopica e vista calorifica); capacità incrementata dei polmoni e super soffi (ventoso e congelante); invulnerabilità e volo. L'esposizione alla kryptonite verde lo indebolisce e l'esposizione prolungata potrebbe ucciderlo.